# هندل میرزا
ابوالنصیر محمد (۴ مارس ۱۵۱۹ تا ۲۰ نوامبر ۱۵۵۱) که اغلب با لقبش هندل (به جغتایی: فاتح هندوستان) شناخته می‌شود، یک شاهزاده گورکانی و جوانترین پسر بابر، مؤسس امپراتوری گورکانی و نخستین امپراتور مغول بود. او همچنین برادر بزرگتر گل‌بدن بانو (نویسنده‌ی همایون‌نامه)، برادر جوانتر  دومین امپراتور مغول، همایون، عمو و پدرهمسر سومین امپراتور مغول، اکبر بود.

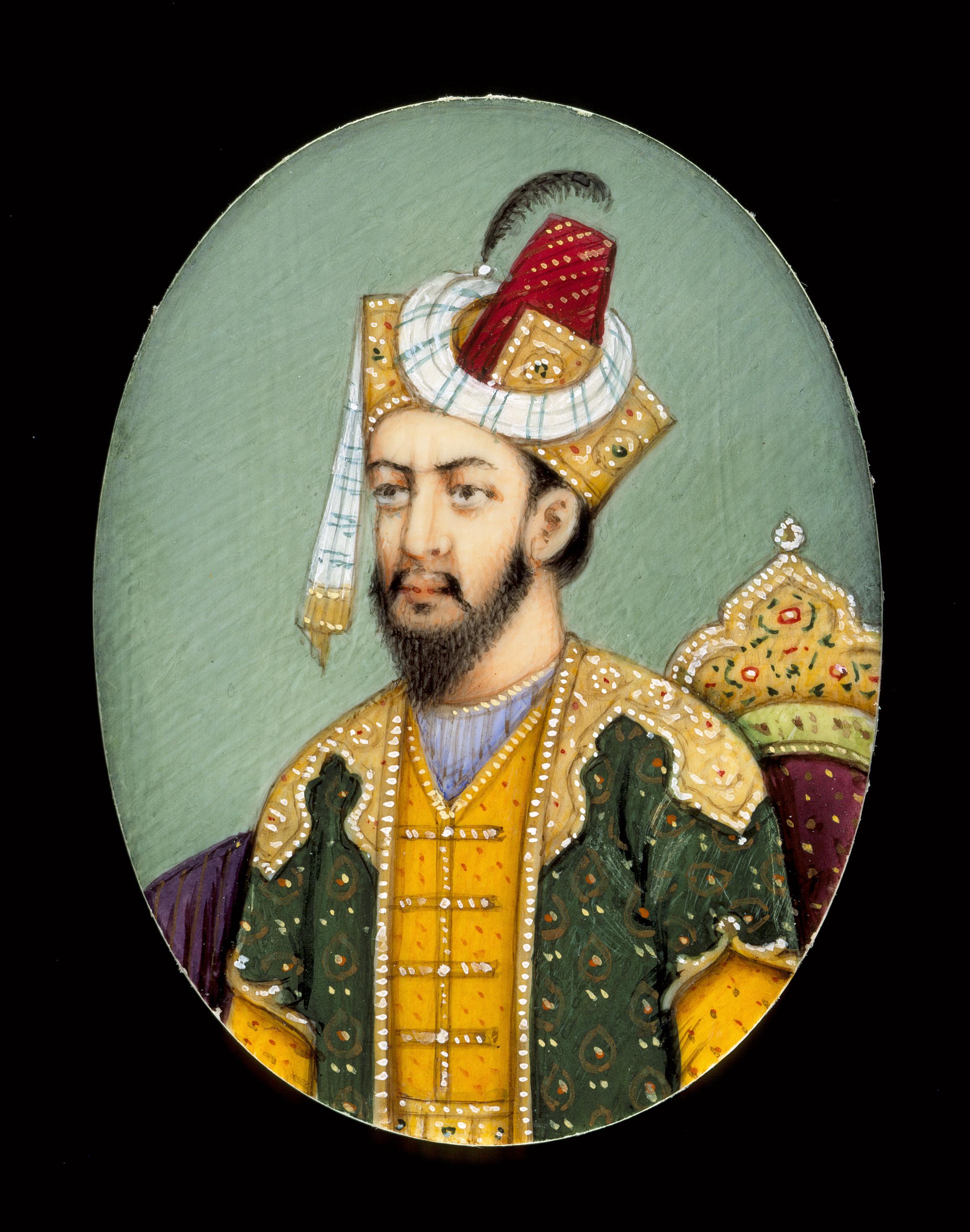
هندل میرزا

## خانواده
- پدر: بابر
  - پدربزرگ: عمرشیخ میرزای دوم
    - پدر پدربزرگ: ابوسعید گورکان
- مادر:دلدار بیگم
- همسر: سلطانم بیگم
- فرزند: رقیه سلطان بیگم